# Beata Cristóvão
Beata Jadwiga Cristóvâo – polska chemik, doktor habilitowany nauk chemicznych.

## Życiorys
W 1994 r. ukończyła studia chemiczne, w 2002 r. obroniła pracę doktorską Spektroskopowe, termiczne i magnetyczne badanie kompleksów kwasu 5-chloro-2-metoksybenzoesowego z wybranymi pierwiastkami bloku d i 4f, której promotorem była dr hab. Wiesława Ferenc, w 2015 r. habilitowała się na podstawie pracy zatytułowanej Nowe homo- i heterordzeniowe połączenia koordynacyjne z ligandami N,O-donorowymi typu zasad Schiffa.
Pracuje na Uniwersytecie Marii Curie-Skłodowskiej w Lublinie.